# Mistrovství světa v ledním hokeji 1975
42. mistrovství světa  a 53. mistrovství Evropy v ledním hokeji probíhalo ve dnech 3. – 19. dubna 1975 v Německých městech Mnichov a Düsseldorf.

## Herní systém
Šampionát byl odehrán dvoukolově - systémem každý s každým proběhly první zápasy a pak ve stejném pořadí odvety. Vítěz se stal mistrem světa, poslední tým sestoupil do skupiny B. První kolo se hrálo v Mnichově, odvety pak v Düsseldorfu. Výsledky evropských celků byly započítány do tabulky Mistrovství Evropy.

## Překvapení a postřehy
Po třech letech (od MS 1971 ve Švýcarsku) se do elitní skupiny vrátili hokejisté USA. V Německu se prezentovali mladým týmem z amerických univerzit, který se však vyznačoval velkou taktickou naivitou, navíc jejich "zlý muž" Mike Polich byl jediným hráčem vyloučeným do konce utkání, když napadl domácího rozhodčího Kompallu. Problémy měli hokejisté Švédska, kteří zaznamenali odliv většího počtu hráčů do zámořských soutěží, a bronzové medaile získali jen díky tomu, že dvojici nejslabších týmů nastříleli víc branek než Finové. Schylovalo se snad jen k jedinému překvapení, když Finové v prvním utkání se SSSR ještě na začátku třetí třetiny drželi stav 4:4. Pak však Rusové zapnuli naplno a senzace se rozplynula. Určitě nemilým překvapením byl značný nezájem diváků v Mnichově (vybočili z něj jen některé zápasy Američanů a předpokládaný šlágr v podobě utkání SSSR-ČSSR, na který našlo cestu 10 000 diváků), tím příjemným pak neočekávaně vstřícný přístup jejich "kolegů" v Düsseldorfu.
Zajímavou raritou na tomto šampionátu byl určitě fakt, že žádné utkání neskončilo remízou.

## Průběh šampionátu
Velice rychle se vykrystalizovaly dvojice, které spolu měly měřit síly v boji o zlato (SSSR a ČSSR), bronz (Švédsko a Finsko) a udržení (Polsko a USA). Jak už bylo řečeno, Američané zpočátku celkem sympaticky zaměstnávali i největší favority, ale stálo je to příliš mnoho sil, takže proti takticky hrajícím Polákům neměli v rozhodujících zápasech šanci. Švédové rovněž nebyli tím pověstným závažíčkem na miskách vah, tentokrát svedli jen dva dramatické souboje se svými severskými sousedy. Československo, které před MS hrálo šest zápasů se Sovětským svazem a odešlo jen jednou poraženo (navíc zaznamenalo v rámci turnaje o cenu Izvěstií rekordní výsledek 9:3), bylo pasováno do role favorita. Jeho kredit pak ještě vzrostl, když se ukázalo, že dlouholetá opora "sovětské mašiny" brankář Treťjak není ve vrcholné formě. Bohužel se však potvrdilo to, co se říká dlouho: sovětský tým je možné porazit, ale nikoli porážet. Naši hráči prošli turnajem naprosto hladce, zdolali i jindy pro nás nepříjemné Švédy, ale vždy se zarazili na štítě hráčů s nápisem CCCP na prsou. Ti vzali vážně varování ze zápasů předcházejících mistrovství, vylepšili takřka bezstarostnou obranu a prakticky nebylo možné najít v jejich výkonu slabinu (snad jen již zmíněná Treťjakova "okénka"). V Německu završili mistrovský hattrick, v němž z třiceti zápasů na MS prohráli jediný - loni s týmem ČSSR v poměru 2:7! Dá se říci, že československý tým úspěšně provedl částečnou generační výměnu a například Marián Šťastný se předvedl ve výborném světle.

Švédové a Finové tentokrát byli prakticky na stejné úrovni a jen brankový rozdíl uchránil třem korunkám bronzovou medaili. Ke švédským trablům přispěly i zákulisní problémy a už avizovaný odliv nejzkušenějších hráčů, zatímco Finové až na absenci ostříleného Ketoly postavili prakticky stejný kádr jako před rokem na domácí půdě. Chyběla jim snad jen právě ona podpora hlediště, protože severská derby byla zcela vyrovnaná.

Poláci podřídili celou účast na šampionátu jedinému - přehrát Američany a tím pádem se udržet ve skupině A, aby příští rok mohli hrát hokejový šampionát na domácí půdě. Proto v zápasech se silnějšími soupeři neplýtvali silami, ačkoliv si věřili na Finy, se kterými v minulosti uhráli překvapivé výsledky, jakmile zjistili, že jsou nad jejich síly, přepli na "úspornější režim". K jejich velké radosti jim taktika vyšla.

## Výsledky a tabulky
| 42. | Mistrovství světa | URS  | TCH  | SWE  | FIN  | POL   | USA   | V  | R | P  | Skóre | B  |
| 1.  | SSSR              | ***  | 5:2* | 4:1* | 8:4* | 13:2* | 10:5* | 10 | 0 | 0  | 90:23 | 20 |
| 2.  | ČSSR              | 1:4  | ***  | 5:2* | 6:2* | 5:0*  | 8:3*  | 8  | 0 | 2  | 55:19 | 16 |
| 3.  | Švédsko           | 4:13 | 0:7  | ***  | 1:0* | 10:0* | 7:0*  | 5  | 0 | 5  | 51:34 | 10 |
| 4.  | Finsko            | 2:5  | 1:5  | 2:1  | ***  | 5:2*  | 7:4*  | 5  | 0 | 5  | 36:34 | 10 |
| 5.  | Polsko            | 1:15 | 2:8  | 0:13 | 1:4  | ***   | 5:3*  | 2  | 0 | 8  | 18:78 | 4  |
| 6.  | USA               | 1:13 | 0:8  | 3:12 | 1:9  | 2:5   | ***   | 0  | 0 | 10 | 22:84 | 0  |

- s hvězdičkou = 1. kolo.

| 53. | Mistrovství Evropy | URS  | TCH  | SWE  | FIN  | POL   | V | R | P | Skóre | B  |
| 1.  | SSSR               | ***  | 5:2* | 4:1* | 8:4* | 13:2* | 8 | 0 | 0 | 67:17 | 16 |
| 2.  | ČSSR               | 1:4  | ***  | 5:2* | 6:2* | 5:0*  | 6 | 0 | 2 | 34:15 | 12 |
| 3.  | Švédsko            | 4:13 | 0:7  | ***  | 1:0* | 10:0* | 3 | 0 | 5 | 32:31 | 6  |
| 4.  | Finsko             | 2:5  | 1:5  | 2:1  | ***  | 5:2*  | 3 | 0 | 5 | 19:24 | 6  |
| 5.  | Polsko             | 1:15 | 2:8  | 0:13 | 1:4  | ***   | 0 | 0 | 8 | 8:73  | 0  |

- s hvězdičkou = 1. kolo.

 Československo –  Polsko	5:0 (1:0, 3:0, 1:0)
3. dubna 1975 (16:15) - Mnichov (Olympiahalle)

Branky a nahrávky Československa: 12:50 Vladimír Martinec (Miroslav Dvořák), 25:14 Vladimír Martinec (Jiří Holík), 29:32 Eduard Novák (Milan Nový), 37:07 Oldřich Machač (Josef Augusta), 55:50 Josef Augusta.

Rozhodčí: Åke Hanqvist (SWE), Raimo Sepponen (FIN)

Vyloučení: 2:2 (0:0)

Diváků: 5 000
ČSSR: Jiří Holeček – Oldřich Machač, František Pospíšil, František Kaberle, Miroslav Dvořák, Jiří Bubla, Milan Kajkl – Eduard Novák, Milan Nový, Josef Augusta – Bohuslav Ebermann, Ivan Hlinka, Jiří Holík – Vladimír Martinec, Jiří Novák, Bohuslav Šťastný – Marián Šťastný, Jiří Kochta.
Polsko: Andrzej Tkacz – Marian Feter, Jerzy Potz, Andrzej Słowakiewicz, Andrzej Iskrzycki, Adam Kopczyński, Henryk Gruth – Jan Szeja, Leszek Tokarz, Józef Batkiewicz – Walenty Ziętara, Mieczysław Jaskierski, Stefan Chowaniec – Tadeusz Obłój, Karol Żurek, Jan Piecko – Andrzej Zabawa.
 SSSR -  USA 	10:5 (5:2, 1:1, 4:2)
3. dubna 1975 (20:15) – Mnichov (Olympiahalle)

Branky SSSR: 9:09 Sergej Kapustin, 13:01 Alexandr Jakušev, 15:45 Boris Michajlov, 16:42 Alexandr Jakušev, 17:08 Viktor Šalimov, 34:04 Alexandr Jakušev, 46:30 Alexandr Malcev, 47:00 Boris Michajlov, 59:16 Valerij Charlamov, 59:39 Vladimir Šadrin.

Branky USA: 7:01 Buzz Schneider, 12:20 Ron Wilson, 31:01 Buzz Schneider, 49:45 Steve Jenson, 50:53 Buzz Schneider.

Rozhodčí: Thomas Brown (CAN), Wojciech Szczepek (POL)

Vyloučení: 2:2 (2:1)

Diváků: 4 500
SSSR: Treťjak - Vasiljev, Lutčenko, Tjurin, Ljapkin, Cygankov, Fjodorov - Michajlov, Petrov, Charlamov - Šalimov, Šadrin, Jakušev - Vikulov, Malcev, Kapustin - Anisin.
USA: Warden - Taft, Brownschidle, Wilson, Brown, Lundeen, Rotsch - Warner, Polich, Schneider - Boxer, Ross, Cunniff - Sertich, Smith, Alley - Hamilton, Jenson.
 Polsko	-  Švédsko	0:10 (0:7, 0:0, 0:3)
4. dubna 1975 (16:15) - Mnichov (Olympiahalle)

Branky Švédska: 0:21 Dan Labraaten, 6:30 Dan Söderström, 8:37 Kjell-Arne Vikström, 15:48 Willy Lindström, 17:22 Tord Lundström, 17:35 Dan Labraaten, 18:32 Mats Åhlberg, 44:29 Mats Lindh, 53:46 Tord Lundström, 56:43 Hans Jax.

Rozhodčí: Rudolf Baťa (TCH), Gordon Lee (USA)

Vyloučení: 3:4 (0:0)

Diváků: 2 500
 USA -  Finsko	4:7 (1:3, 1:2, 2:2)
4. dubna 1975 (20:15) - Mnichov (Olympiahalle)

Branky USA: 14:23 John Taft, 28:47 Buzz Schneider, 44:32 Jim Warner, 51:13 Mike Polich.

Branky Finska: 1:40 Lauri Mononen, 3:47 Pekka Marjamäki, 13:18 Seppo Repo, 21:12 Seppo Repo, 34:51 Juhani Tamminen, 48:39 Harri Linnonmaa, 52:06 Matti Hagman.

Rozhodčí: Viktor Dombrovskij (URS), Josef Kompalla (GER)

Vyloučení: 6:4 + Lasse Oksanen (FIN) na 5 min.

Diváků: 5 000
 Československo –  Švédsko		5:2 (2:0, 0:0, 3:2)
5. dubna 1975 (16:15) – Mnichov (Olympiahalle)

Branky a nahrávky Československa: 14:24 Vladimír Martinec (Jiří Novák), 16:09 Bohuslav Ebermann (Jiří Bubla), 49:10 Eduard Novák, 41:28 Bohuslav Ebermann (Ivan Hlinka), 58:34 Jiří Novák (František Kaberle, Milan Kajkl).

Branky a nahrávky Švédska: 51:26 Karl-Johan Sundqvist (Mats Åhlberg, Dan Labraaten), 56:41 Willy Lindström (Tord Lundström, Hans Jax).

Rozhodčí: Thomas Brown (CAN), Wojciech Szczepek (POL)

Vyloučení: 3:3

Diváků: 7 000
ČSSR: Jiří Holeček – Oldřich Machač, František Pospíšil, František Kaberle, Miroslav Dvořák, Jiří Bubla, Milan Kajkl – Eduard Novák, Milan Nový, Josef Augusta – Bohuslav Ebermann, Jiří Kochta (21. Ivan Hlinka), Jiří Holík – Vladimír Martinec, Jiří Novák, Bohuslav Šťastný.
Švédsko: Leif Holmqvist – Mats Waltin, Stig Östling, Björn Johansson, Karl-Johan Sundqvist, Kjell Rune Milton, Ulf Weinstock – håkan Pettersson, Hans Jax, Finn Lundström – Dan Söderström, Mats Åhlberg, Dan Labraaten – Willy Lindström, Per Olov Brasar, Tord Lundström – Kjell-Arne Vikström.
 Finsko	-  SSSR 	4:8 (2:3, 1:1, 1:4)
5. dubna 1975 (20:15) – Mnichov (Olympiahalle)

Branky Finska: 5:04 Pekka Marjamäki, 18:28 Harri Linnonmaa, 27:41 Jorma Vehmanen, 40:14 Lasse Oksanen.

Branky SSSR: 00:26 Valerij Charlamov, 04:05 Vladimir Petrov, 6:40 Valerij Charlamov, 24:19 Sergej Kapustin, 45:20 Viktor Šalimov, 49:00 Alexandr Malcev, 54:19 Viktor Šalimov, 59:00 Vladimir Šadrin

Rozhodčí: Josef Kompalla (GER), Gordon Lee (USA)

Vyloučení: 1:5 (0:0)

Diváků: 6 000
Finsko: Valtonen – Rautakalio, Marjamäki, Saari, Nummelin, Laksola, Lindström – Oksanen, Hagman, Tamminen – Mononen, Repo, Vehmanen – Linnonmaa, Murto, Leppä – Peltonen.
SSSR: Treťjak – Lutčenko, Vasiljev, Filipov, Ljapkin, Jurij Fedorov, Cygankov – Michajlov, Petrov, Charlamov – Jakušev, Šadrin, Šalimov – Kapustin, Anisin, Malcev.
 Československo –  USA 	8:3 (3:3, 2:0, 3:0)
6. dubna 1975 (15:00) – Mnichov (Olympiahalle)

Branky a nahrávky Československa: 6:01 Vladimír Martinec (Bohuslav Šťastný), 11:55 Bohuslav Ebermann, 19:58 Josef Augusta (František Pospíšil), 20:56 Ivan Hlinka, 22:03 Bohuslav Šťastný, 23:27 Marián Šťastný (Oldřich Machač), 48:26 Ivan Hlinka, 54:36 Marián Šťastný (Miroslav Dvořák).

Branky a nahrávky USA: 2:32 Tom Ross (Peter Brown), 8:28 Mike Polich (Ron Wilson), 15:08 Buzz Schneider (John Taft, Mike Polich).

Rozhodčí: Viktor Dombrovski (URS), Raimo Sepponen (FIN)

Vyloučení: 5:5 (1:1) + na 5 min John Cunniff (USA).

Diváků: 7 000
ČSSR: Jiří Crha (16. Jiří Holeček) – Oldřich Machač, František Pospíšil, Jiří Bubla, Milan Kajkl, Vladimír Kostka, Miroslav Dvořák – Jiří Holík, Ivan Hlinka, Bohuslav Ebermann - Marián Šťastný, Jiří Kochta, Josef Augusta – Vladimír Martinec, Jiří Novák, Bohuslav Šťastný – Milan Nový, Eduard Novák.
USA: Jim Warden – John Brownschidle, John Taft, Peter Brown, Ron Wilson, Jeff Rotsch – Buzz Schneider, Mike Polich, Jim Warner – John Cunniff, Tom Ross, Herb Boxer – Steve Alley, Bob Lundeen, Steve Sertich – Mike Eruzione, Clark Hamilton, Steve Jenson.
 SSSR -  Polsko		13:2 (3:0, 7:0, 3:2)
6. dubna 1975 (18:00) – Mnichov (Olympiahalle)

Branky SSSR: 9:07 Viktor Šalimov, 9:27 Vjačeslav Anisin, 19:23 Boris Michajlov, 24:51 Vladimir Šadrin, 25:40 Viktor Šalimov, 25:59 Vjačeslav Anisin, 27:11 Valerij Charlamov, 28:16 Alexandr Jakušev, 35:32 Vjačeslav Anisin, 37:51 Alexandr Jakušev, 54:30 Vladimir Šadrin, 55:42 Vladimir Šadrin, 59:08 Sergej Kapustin.

Branky Polska: 41:29 Walenty Ziętara, 43:15 Jan Szeja].

Rozhodčí: Rudolf Baťa (TCH), Åke Hanqvist (SWE)

Vyloučení: 2:2 (0:0)

Diváků: 3 000
SSSR: Krivolapov - Vasiljev, Lutčenko, Cygankov, Ljapkin, Tjurin, Fjodorov - Michajlov, Petrov, Charlamov - Šalimov, Šadrin, Jakušev - Malcev, Anisin, Kapustin - Lebeděv, Vikulov.
Polsko: Tkacz (31:26 T. Słowakiewicz) - Feter, Potz, A. Słowakiewicz, Iskrycki, Kopczyński, Gruth, Marcinczak - Szeja, L. Tokarz, Batkiewicz - Ziętara, Jaskierski, Chowaniecz - Obłój, Rybski, Piecko - Zabawa.
 USA -  Švédsko		0:7 (0:3, 0:0, 0:4)
7. dubna 1975 (16:15) – Mnichov (Olympiahalle)

Branky Švédska: 4:40 Kjell-Arne Vikström, 13:54 Dan Labraaten, 17:20 Tord Lundström, 42:52 Mats Åhlberg, 49:25 Tord Lundström, 53:20 Dan Söderström, 53:47 Dan Labraaten.

Rozhodčí: Rudolf Baťa (TCH), Raimo Sepponen (FIN)

Vyloučení: 8:5 (0:1)

Diváků: 3 600
USA: Comstock – Brownschilde, Taft, Brown, Wilson, Rotsch – Schneider, Polich, Warner – Cunniff, Lundeen, Boxer – Alley, Smith, Sertich – Eruzione, Hamilton, Jensen.
Švédsko: Högosta – Waltin, Johansson, Salming, Weinstock, Milton, Östling – Söderström, Ahlberg, Labraaten – Tord Lundström, Lindh, Wikström – Pettersson, Jax, Finn Lundström – Brasar.
 Polsko	-  Finsko		2:5 (0:1, 1:2, 1:2)
7. dubna 1975 (20:15) – Mnichov (Olympiahalle)

Branky Polska: 23:48 Stefan Chowaniec, 55:33 Tadeusz Obłój.

Branky Finska: 11:43 Harri Linnonmaa, 29:37 Harri Linnonmaa, 35:42 Pekka Marjamäki, 43:35 Pekka Marjamäki, 59:59 Lasse Oksanen.

Rozhodčí: Gordon Lee (USA), Åke Hanqvist (SWE)

Vyloučení: 9:6

Diváků: 2 800
 Československo –  SSSR 	2:5 (1:0, 0:3, 1:2)
8. dubna 1975 (16:15) – Mnichov (Olympiahalle)

Branky a nahrávky Československa: 6:30 Bohuslav Šťastný (Miroslav Dvořák), 44:17 Jiří Holík (Jiří Kochta, Bohuslav Ebermann).

Branky a nahrávky SSSR: 23:36 Sergej Kapustin (Vjačeslav Anisin), 25:47 Alexandr Jakušev (Vladimir Šadrin), 36:36 Alexandr Jakušev (Vladimir Šadrin, Valerij Vasiljev), 43:46 Vladimir Petrov, 54:53 Valerij Charlamov (Vladimir Petrov, Boris Michajlov).

Rozhodčí: Thomas Brown (CAN), Gordon Lee (USA)

Vyloučení: 3:2

Diváků: 10 000
ČSSR: Jiří Holeček – Oldřich Machač, František Pospíšil, Jiří Bubla, Milan Kajkl, František Kaberle, Miroslav Dvořák – Jiří Kochta, Milan Nový, Josef Augusta – Jiří Holík, Ivan Hlinka, Bohuslav Ebermann – Vladimír Martinec, Jiří Novák, Bohuslav Šťastný – Marián Šťastný.
SSSR: Vladislav Treťjak – Vladimir Lutčenko, Valerij Vasiljev, Gennadij Cygankov, Jurij Ljapkin, Jurij Tjurin, Jurij Fedorov – Boris Michajlov, Vladimir Petrov, Valerij Charlamov – Alexandr Jakušev, Vladimir Šadrin, Viktor Šalimov – Sergej Kapustin, Vjačeslav Anisin, Alexandr Malcev.
 Finsko	-  Švédsko		0:1 (0:0, 0:0, 0:1)
8. dubna 1975 (20:15) - Mnichov (Olympiahalle)

Branky Švédska: 43:50 Mats Åhlberg.

Rozhodčí: Viktor Dombrovskij (URS), Josef Kompalla (GER)

Vyloučení: 2:3 (0:0)

Diváků: 7 500
Finsko: Leppänen – Rautakalio, Marjamäki, Saari, Nummelin, Laksola, Seppo Lindström – Oksanen, Hagman, Tamminen – Mononen, Repo, Vehmanen – Linnonmaa, Murto, Leppä – Oijennus, Peltonen.
Švédsko: Holmqvist – Waltin, Johansson, Salming, Weinstock, Sundqvist, Östling – Söderström, Ahlberg, Labraaten – Pettersson, Jax, Finn Lundström – Tord Lundström, Brasar, Lindström – Lindh.
 Polsko	-  USA 	5:3 (3:2, 1:0, 1:1)
9. dubna 1975 (20:15) - Mnichov (Olympiahalle)

Branky Polska: 1:36 Stefan Chowaniec, 16:00 Mieczysław Jaskierski, 17:57 Stefan Chowaniec, 33:24 Mieczysław Jaskierski, 58:53 Walenty Ziętara.

Branky USA: 14:32 Steve Sertich, 14:43 Buzz Schneider, 43:33 Herb Boxer.

Rozhodčí: Thomas Brown (CAN), Josef Kompalla (GER)

Vyloučení: 2:1 (0:0, 1:0)

Diváků: 7 500
 Československo –  Finsko		6:2 (3:0, 2:1, 1:1)
10. dubna 1975 (16:15) - Mnichov (Olympiahalle)

Branky a nahrávky Československa: 6:16 Vladimír Martinec (Bohuslav Šťastný), 15:33 Jiří Holík, 19:08 Eduard Novák (Milan Nový), 23:11 Milan Nový (Oldřich Machač), 33:55 Jiří Novák (Bohuslav Šťastný), 45:33 Jiří Novák (Miroslav Dvořák).

Branky a nahrávky Finska: 22:20 Lauri Mononen, 44:15 Henry Leppä.

Rozhodčí: Åke Hanqvist (SWE), Wojciech Szczepek (POL)

Vyloučení: 2:1 (0:0)

Diváků 5 600
ČSSR: Jiří Holeček – Oldřich Machač, František Pospíšil, Jiří Bubla, Milan Kajkl, František Kaberle, Miroslav Dvořák – Eduard Novák, Milan Nový, Josef Augusta – Jiří Holík, Jiří Kochta, Bohuslav Ebermann – Vladimír Martinec, Jiří Novák, Bohuslav Šťastný – Ivan Hlinka, Marián Šťastný.
Finsko: Jorma Valtonen – Pekka Rautakallio, Pekka Marjamäki, Timo Saari, Timo Nummelin, Rejo Laksola, Seppo Lindström – Lasse Oksanen, Matti Hagman, Juhani Tamminen – Lauri Mononen, Seppo Repo, Jorma Vehmanen – Harri Linnonmaa, Oiva Oijennus, Henry Leppä – Matti Murto, Jorma Peltonen.
 Švédsko -  SSSR 	1:4 (0:2, 1:1, 0:1)
10. dubna 1975 (20:15) – Mnichov (Olympiahalle)

Branky Švédska: 36:06 Tord Lundström.

Branky SSSR: 6:00 Alexandr Jakušev, 14:18 Alexandr Malcev, 30:49 Sergej Kapustin, 49:20 Valerij Charlamov.

Rozhodčí: Josef Kompalla (FRG), Gordon Lee (USA)

Vyloučení: 3:4 (0:0)

Diváků: 10 000
Švédsko: Holmqvist – Waltin, Johansson, Salming, Weinstock, Sundqvist, Östling – Söderström, Ahlberg, Labraaten – Vikström, Jax, Finn Lundström – Tord Lundström, Brasar, Lindström – Lindh, Petersson.
SSSR: Treťjak – Lutčenko, Vasiljev, Filipov, Ljapkin, Cygankov, Jurij Fedorov – Michajlov, Petrov, Charlamov – Jakušev, Šadrin, Šalimov – Kapustin, Anisin, Malcev – Lebeděv, Vikulov.
 Československo –  Polsko		8:2 (4:1, 2:1, 2:0)
12. dubna 1975 (16:15) – Düsseldorf (Eisstadion an der Brehmstraße)

Branky a nahrávky Československa: 2:45 Milan Nový (Josef Augusta), 2:59 Jiří Holík (Ivan Hlinka), 13:18 František Kaberle (Ivan Hlinka), 19:52 Jiří Holík (Ivan Hlinka, Bohuslav Ebermann), 34:26 Marián Šťastný, 39:36 Milan Nový (Oldřich Machač), 51:47 František Pospíšil, 55:03 Bohuslav Šťastný (Jiří Kochta, Marián Šťastný).

Branky a nahrávky Polska: 17:09 Walenty Ziętara, 21:26 Stefan Chowaniec.

Rozhodčí: Åke Hanqvist (SWE), Gordon Lee (USA)

Vyloučení: 2:4 (0:0)

Diváků: 4 200
ČSSR: Jiří Crha – Oldřich Machač, František Pospíšil, Jiří Bubla, Vladimír Kostka, František Kaberle, Miroslav Dvořák – Bohuslav Ebermann, Ivan Hlinka, Jiří Holík – Eduard Novák, Milan Nový, Josef Augusta – Marián Šťastný, Jiří Kochta, Bohuslav Šťastný.
Polsko: Andrzej Tkacz (Tadeusz Słowakiewicz) – Marian Feter, Jerzy Potz, Andrzej Słowakiewicz, Andrzej Iskrzycki, Marek Marcinczak, Henryk Gruth – Jan Szeja, Leszek Tokarz, Józef Batkiewicz – Walenty Ziętara, Andrzej Rybski, Stefan Chowaniec – Tadeusz Obłój, Karol Żurek, jan Piecko.
 USA -  SSSR 	1:13 (0:1, 0:2, 1:10)
12. dubna 1975 (20:15) - Düsseldorf (Eisstadion an der Brehmstraße)

Branky USA: 49:44 Mike Eruzione.

Branky SSSR: 6:23 Jurij Ljapkin, 27:49 Alexandr Jakušev, 31:05 Jurij Tjurin, 43:24 Vladimir Vikulov, 44:22 Vladimir Petrov, 50:45 Sergej Kapustin, 51:33 Vladimir Petrov, 52:37 Alexandr Jakušev, 53:30 Vladimir Vikulov, 54:08 Jurij Lebeděv, 56:41 Sergej Kapustin, 57:48 Vladimir Šadrin, 59:18 Alexandr Malcev.

Rozhodčí: Thomas Brown (CAN), Wojciech Szczepek (POL)

Vyloučení: 2:0 (0:2)

Diváků: 5 000
USA: Comstock (54:08 Warden) - Taft, Brownschidle, Wilson, Rotsch, Lundeen, Brown - Warner, Polich, Schneider - Boxer, Smith, Cunniff - Eruzione, Sertich, Hamilton - Jenson.
SSSR: Treťjak - Vasiljev, Lutčenko, Cygankov, Ljapkin, Tjurin, Fjodorov - Michajlov, Petrov, Charlamov - Šalimov, Šadrin, Jakušev - Malcev, Anisin, Kapustin - Lebeděv.
 Švédsko	-  Polsko		13:0 (6:0, 3:0, 4:0)
13. dubna 1975 (16:15) - Düsseldorf (Eisstadion an der Brehmstraße)

Branky Švédska: 7:52 Tord Lundström, 14:28 Dan Labraaten, 15:38 Tord Lundström, 17:53 Dan Labraaten, 18:14 Tord Lundström, 19:56 Mats Waltin, 26:44 Kjell Rune Milton, 29:44 Björn Johansson, 32:30 Dan Söderström, 41:27 Dan Labraaten, 46:37 Tord Lundström, 48:29 Mats Åhlberg, 59:30 Dan Labraaten.

Rozhodčí: Rudolf Baťa (TCH), Raimo Sepponen (FIN)

Vyloučení: 2:3

Diváků: 4 500
Švédsko: Högosta – Waltin, Johansson, Salming, Weinstock, Milton, Östling – Söderström, Ahlberg, Labraaten – Brasar, Lindh, T. Lundström – Vikström, Jax, Petersson.
Polsko: Tkacz (T. Slowakiewicz) – Feter, Marcinczak, Andrzej Słowakiewicz, Iskrzycki, Kopczynski, Gruth – Szeja, L. Tokarz, Batkiewicz – Zietara, Rybski, Chowaniecz – Oblój, Zurek, Piecko – Zabawa.
 Finsko -  USA 	9:1 (3:0, 4:0, 2:1)
13. dubna 1975 (20:15) – Düsseldorf (Eisstadion an der Brehmstraße)

Branky Finska: 5:43 Pekka Marjamäki, 9:09 Seppo Lindström, 13:05 Henry Leppä, 25:03 Seppo Repo, 29:16 Juhani Tamminen, 31:22 Pekka Marjamäki, 37:25 Pekka Marjamäki, 46:03 Seppo Repo, 54:36 Oiva Oijennus.

Branky USA: 44:15 John Brownschidle.

Rozhodčí: Viktor Dombrovskij (URS), Josef Kompalla (GER)

Vyloučení: 5:4 navíc Mike Polich (USA) do konce utkání.

Diváků: 4 400
 Československo -  Švédsko		7:0 (4:0, 1:0, 2:0)
14. dubna 1975 (16:15) – Düsseldorf (Eisstadion an der Brehmstraße)

Branky a nahrávky Československa: 6:26 Bohuslav Ebermann (Jiří Kochta, Jiří Bubla), 6:53 Vladimír Martinec (František Kaberle), 7:18 Josef Augusta (Milan Nový), 9:45 Milan Nový (Josef Augusta), 25:42 Eduard Novák (Josef Augusta, Milan Nový), 42:52 Jiří Novák (Bohuslav Šťastný), 46:33 Miroslav Dvořák (Bohuslav Šťastný, Vladimír Martinec).

Rozhodčí: Thomas Brown (CAN), Gordon Lee (USA)

Vyloučení: 7:6 (1:0)

Diváků: 7 000
ČSSR: Jiří Holeček – Oldřich Machač, František Pospíšil, Jiří Bubla, Milan Kajkl, František Kaberle, Miroslav Dvořák – Eduard Novák, Milan Nový, Josef Augusta – Jiří Holík, Jiří Kochta, Bohuslav Ebermann – Vladimír Martinec, Jiří Novák, Bohuslav Šťastný.
Švédsko: Leif Holmqvist – Mats Waltin, Björn Johansson, Stig Salming, Ulf Weinstock, Karl-Johan Sundqvist, Stig Östling – Dan Söderström, Mats Åhlberg, Dan Labraaten – Per Olov Brasar, Mats Lindh, Tord Lundström – Willy Lindström, Hans Jax, Finn Lundström.
 SSSR -  Finsko		5:2 (2:1, 2:0, 1:1)
14. dubna 1975 (20:15) – Düsseldorf (Eisstadion an der Brehmstraße)

Branky SSSR: 6:46 Alexandr Jakušev, 8:56 Valerij Charlamov, 24:47 Boris Michajlov, 29:00 Boris Michajlov, 47:22 Boris Michajlov.

Branky Finska: 11:37 Henry Leppä, 46:52 Seppo Repo.

Rozhodčí: Åke Hanqvist (SWE), Josef Kompalla (GER)

Vyloučení: 1:2 (0:0)

Diváků: 4 900
SSSR: Treťjak - Vasiljev, Lutčenko, Cygankov, Ljapkin, Tjurin, Fjodorov - Michajlov, Petrov, Charlamov - Šalimov, Šadrin, Jakušev - Malcev, Anisin, Kapustin.
Finsko: Valtonen - Nummelin, Öystilä, Lindström, Laksola, Marjamäki, Rautakalio - Mononen, Repo, Vehmanen - Oijennus, Linnonmaa, Leppä - Tamminen, J. Peltonen, Oksanen.
 Československo –  USA 	8:0 (3:0, 3:0, 2:0)
15. dubna 1975 (16:15) – Düsseldorf (Eisstadion an der Brehmstraße)

Branky a nahrávky Československa: 5:11 František Kaberle (Bohuslav Šťastný), 8:59 František Kaberle (Vladimír Martinec), 13:36 Eduard Novák, 25:19 Vladimír Martinec (Bohuslav Šťastný), 27:00 Jiří Kochta (Machač), 33:03 Bohuslav Šťastný (Vladimír Martinec), 46:23 Jiří Bubla (Milan Kajkl), 52:51 Eduard Novák.

Rozhodčí: Viktor Dombrovskij (URS), Wojciech Szczepek (POL)

Vyloučení: 8:10 (2:0)

Diváků: 4 700
ČSSR: Jiří Holeček – Oldřich Machač, František Pospíšil, Jiří Bubla, Milan Kajkl, František Kaberle, Miroslav Dvořák – Eduard Novák, Milan Nový, Josef Augusta – Jiří Holík (21. Marián Šťastný), Jiří Kochta, Bohuslav Ebermann – Vladimír Martinec, Jiří Novák, Bohuslav Šťastný.
USA: Blaine Comstock – John Brownschidle, Bob Lundeen, Ron Wilson, Jeff Rotsch, John Taft – Mike Eruzione, Steve Sertich, Steve Jenson – Buzz Schneider, Tom Ross, Jim Warner – Steve Alley, John Cunniff, Herb Boxer – Clark Hamilton, Mike Polich.
 Polsko	-  SSSR 	1:15 (0:3, 1:7, 0:5)
15. dubna 1975 (20:15) – Düsseldorf (Eisstadion an der Brehmstraße)

Branky Polska: 32:18 Andrzej Rybski.

Branky SSSR: 6:43 Jurij Tjurin, 7:19 Sergej Kapustin, 14:57 Sergej Kapustin, 22:35 Viktor Šalimov, 26:27 Vladimir Vikulov, 30:37 Valerij Charlamov, 32:01 Valerij Vasiljev, 34:56 Valerij Charlamov, 37:19 Vladimir Vikulov, 37:30 Alexandr Filippov, 42:09 Vladimir Šadrin, 48:13 Alexandr Malcev, 52:02 Vladimir Šadrin, 52:40 Alexandr Filippov, 59:05 Viktor Šalimov.

Rozhodčí: Rudolf Baťa (TCH), Raimo Sepponen (FIN)

Vyloučení: 1:2

Diváků: 5 000
Polsko: Tkacz (41. T. Słowakiewicz) - Feter, Potz, Kopczyński, Gruth, A. Słowakiewicz, Iskrycki, Marcinczak - Szeja, L. Tokarz, Batkiewicz - Obłój, Żurek,  Piecko - Rybski, Jaskierski, Chowaniec - Zabawa.
SSSR: Krivolapov -  Vasiljev, Lutčenko, Filippov, Cygankov, Tjurin, Fjodorov - Vikulov, Petrov, Charlamov - Šalimov, Šadrin, Lebeděv - Malcev, Anisin, Kapustin.
 Švédsko	-  USA 	12:3 (1:1, 5:1, 6:1)
16. dubna 1975 (16:15) – Düsseldorf (Eisstadion an der Brehmstraße)

Branky Švédska: 0:17 Dan Söderström, 20:21 Mats Åhlberg, 23:35 Dan Söderström, 24:41 Dan Söderström, 28:02 Kjell-Arne Vikström, 35:51 Stig Salming, 41:37 Kjell-Arne Vikström, 43:51 Kjell-Arne Vikström, 50:28 Ulf Weinstock, 52:09 Håkan Pettersson, 53:28 Tord Lundström, 58:54 Tord Lundström.

Branky USA: 7:52 Buzz Schneider, 31:46 Steve Alley, 54:57 Buzz Schneider.

Rozhodčí: Raimo Sepponen (FIN), Viktor Dombrovskij (URS)

Vyloučení: 3:2 (0:1)

Diváků: 5 200
 Finsko	-  Polsko		4:1 (2:0, 1:1, 1:0)
16. dubna 1975 (20:15) – Düsseldorf (Eisstadion an der Brehmstraße)

Branky Finska: 10:37 Lauri Mononen, 13:33 Juhani Tamminen, 22:20 Juhani Tamminen, 46:15 Matti Hagman.

Branky Polska: 30:59 Tadeusz Obłój.

Rozhodčí: Rudolf Baťa (TCH), Åke Hanqvist (SWE)

Vyloučení: 4:4 (0:0)

Diváků: 4 900
 Československo –  SSSR 	1:4 (0:1, 1:1, 0:2)
17. dubna 1975 (16:15) – Düsseldorf (Eisstadion an der Brehmstraße)

Branky a nahrávky Československa: 26:22 Eduard Novák (Oldřich Machač, František Pospíšil).

Branky a nahrávky SSSR: 19:36 Vladimir Petrov (Valerij Charlamov), 21:02 Vladimir Lutčenko (Boris Michajlov, Gennadij Cygankov), 50:13 Viktor Šalimov (Vladimir Šadrin, Alexandr Jakušev), 53:22 Viktor Šalimov (Gennadij Cygankov).

Rozhodčí: Thomas Brown (CAN), Gordon Lee (USA)

Vyloučení: 3:8 (1:1)

Diváků: 9 500
ČSSR: Jiří Holeček – Oldřich Machač, František Pospíšil, Jiří Bubla, Milan Kajkl, František Kaberle, Miroslav Dvořák – Eduard Novák, Milan Nový, Josef Augusta – Jiří Holík, Jiří Kochta, Bohuslav Ebermann – Vladimír Martinec, Jiří Novák, Bohuslav Šťastný.
SSSR: Vladislav Treťjak – Vladimir Lutčenko, Valerij Vasiljev, Jurij Ljapkin, Gennadij Cygankov, Jurij Tjurin, Jurij Fedorov – Boris Michajlov, Vladimir Petrov, Valerij Charlamov – Alexandr Jakušev, Vladimir Šadrin, Viktor Šalimov – Sergej Kapustin, Vjačeslav Anisin, Alexandr Malcev.
 Švédsko -  Finsko		1:2 (1:2, 0:0, 0:0)
17. dubna 1975 (20:15) – Düsseldorf (Eisstadion an der Brehmstraße

Branky Švédska: 9:53 Hans Jax.

Branky Finska: 6:37 Lauri Mononen, 12:44 Lauri Mononen.

Rozhodčí: Viktor Dombrovskij (URS), Josef Kompalla (GER)

Vyloučení: 3:4 (0:0)

Diváků: 5 900
 USA -  Polsko		2:5 (2:3, 0:0, 0:2)
18. dubna 1975 (20:15) – Düsseldorf (Eisstadion an der Brehmstraße

Branky USA: 10:34 Steve Jenson, 12:33 John Cunniff.

Branky Polska: 1:17 Walenty Ziętara, 16:22 Tadeusz Obłój, 17:52 Mieczysław Jaskierski, 43:55 Leszek Tokarz, 57:52 Walenty Ziętara.

Rozhodčí: Thomas Brown (CAN), Josef Kompalla (FRG)

Vyloučení: 5:5 (0:1)

Diváků: 6 200
 Československo –  Finsko		5:1 (1:0, 4:0, 0:1)
19. dubna 1975 (14:00) – Düsseldorf (Eisstadion an der Brehmstraße

Branky a nahrávky Československa: 9:39 Jiří Novák (Jiří Holík), 20:39 Miroslav Dvořák, 26:49 Eduard Novák (Jiří Kochta), 29:02 Bohuslav Šťastný (Vladimír Martinec), 33:33 Eduard Novák.

Branky Finska: 45:44 Matti Murto.

Rozhodčí: Åke Hanqvist (SWE), Gordon Lee (USA)

Vyloučení: 5:2 (1:1)

Diváků: 4 800
ČSSR: Jiří Holeček – Oldřich Machač, František Pospíšil, Jiří Bubla, Milan Kajkl, František Kaberle, Miroslav Dvořák – Eduard Novák, Milan Nový, Josef Augusta – Jiří Holík, Jiří Kochta, Bohuslav Ebermann – Vladimír Martinec, Jiří Novák, Bohuslav Šťastný.
Finsko: Anti Leppänen – Pekka Rautakallio, Pekka Marjamäki, Timo Saari, Timo Nummelin, Rejo Laksola, Seppo Lindström – Lasse Oksanen, Jorma Peltonen, Juhani Tamminen – Lauri Mononen, Seppo Repo, Jorma Vehmanen – Harri Linnonmaa, Matti Murto, Henry Leppä.
 SSSR -  Švédsko		13:4 (4:0, 4:2, 5:2)
19. dubna 1975 (17:30) – Düsseldorf (Eisstadion an der Brehmstraße)

Branky SSSR: 2:18 Viktor Šalimov, 10:18 Alexandr Malcev, 14:24 Valerij Charlamov, 15:27 Boris Michajlov, 21:33 Vladimir Vikulov, 24:42 Jurij Fedorov, 34:13 Viktor Šalimov, 39:16 Vjačeslav Anisin, 43:59 Vladimir Petrov, 52:07 Sergej Kapustin, 55:14 Alexandr Malcev, 55:29 Valerij Vasiljev, 59:47 Alexandr Malcev.

Branky Švédska: 26:49 Dan Labraaten, 27:15 Dan Söderström, 51:48 Stig Östling, 55:24 Håkan Pettersson.

Rozhodčí: Thomas Brown (CAN), Raimo Sepponen (FIN)

Vyloučení: 0:0

Diváků: 9 000
SSSR: Treťjak (29:02 Krivolapov) - Vasiljev, Lutčenko, Cygankov, Ljapkin, Filippov, Fjodorov, Tjurin - Michajlov, Petrov, Charlamov - Lebeděv, Šalimov, Vikulov - Malcev, Anisin, Kapustin.
Švédsko: Holmqvist (21. Högosta) - Östling, B. Johansson, S. Salming, Weinstock, Waltin, Milton - Söderström, Åhlberg, Labraaten - Lindström, Brasar, T. Lundström - Vikström, Jax, Pettersson. 

## Statistiky

### Nejlepší hráči podle direktoriátu IIHF
| Brankář | Jiří Holeček     |
| Obránce | Pekka Marjamäki  |
| Útočník | Alexandr Jakušev |

### All Stars
| Brankář         | Vladislav Treťjak |
| Levý obránce    | Pekka Marjamäki   |
| Pravý obránce   | Valerij Vasiljev  |
| Levé křídlo     | Alexandr Jakušev  |
| Střední útočník | Vladimir Petrov   |
| Pravé křídlo    | Vladimír Martinec |

### Kanadské bodování
| Poř. | Kanadské bodování | Branky | Přihrávky | Body |
| ---- | ----------------- | ------ | --------- | ---- |
| 1.   | Viktor Šalimov    | 11     | 8         | 19   |
| 2.   | Vladimir Petrov   | 6      | 12        | 18   |
| 3.   | Mats Ahlberg      | 5      | 12        | 17   |
| 4.   | Alexandr Jakušev  | 11     | 5         | 16   |
| 5.   | Valerij Charlamov | 10     | 6         | 16   |
| 6.   | Tord Lundström    | 11     | 4         | 15   |
| 7.   | Vladimir Šadrin   | 8      | 7         | 15   |
| 8.   | Boris Michajlov   | 7      | 8         | 15   |
| 9.   | Alexandr Malcev   | 10     | 4         | 14   |
| 10.  | Dan Söderström    | 7      | 7         | 14   |

### Soupiska SSSR
SSSR

Brankáři: Vladislav Treťjak, Viktor Krivolapov.

Obránci: Jurij Ljapkin, Valerij Vasiljev, Vladimir Lutčenko, Gennadij Cygankov, Jurij Tjurin, Jurij Fedorov, Alexandr Filippov.

Útočníci: Boris Michajlov, Vladimir Petrov, Valerij Charlamov, Alexandr Malcev, Vladimir Šadrin, Alexandr Jakušev, Jurij Lebeděv, Vjačeslav Anisin, Vladimir Vikulov, Sergej Kapustin, Viktor Šalimov.

Trenéři: Boris Kulagin, Vladimir Jurzinov.

### Soupiska Československa
Československo

Brankáři: Jiří Holeček, Jiří Crha.

Obránci: Oldřich Machač,  – František Pospíšil, Jiří Bubla, Milan Kajkl, František Kaberle, Miroslav Dvořák, Vladimír Kostka.

Útočníci: Bohuslav Ebermann, Ivan Hlinka, Jiří Holík, Vladimír Martinec, Jiří Novák, Bohuslav Šťastný, Eduard Novák, Milan Nový, Josef Augusta, Jiří Kochta, Marián Šťastný.

Trenéři: Karel Gut, Ján Starší.

### Soupiska Švédska
Švédsko

Brankáři: Leif Holmqvist, Göran Högosta.

Obránci: Björn Johansson, Kjell Rune Milton, Stig Salming, Karl-Johan Sundqvist, Mats Waltin, Ulf Weinstock, Stig Östling.

Útočníci: Per Olov Brasar, Hans Jax, Dan Labraaten, Mats Lindh, Willy Lindström, Finn Lundström, Tord Lundström, Håkan Pettersson, Dan Söderström, Kjell-Arne Vikström, Mats Åhlberg.

Trenér: Ronald Pettersson.

### Soupiska Finska
4.  Finsko

Brankáři: Jorma Valtonen, Anti Leppänen.

Obránci: Rejo Laksola, Seppo Lindström, Timo Nummelin, Pekka Rautakallio, Timo Saari, Jauko Öystilä, Pekka Marjamäki.

Útočníci: Matti Hagman, Henry Leppä, Harri Linnonmaa, Lauri Mononen, Matti Murto, Jorma Peltonen, Oiva Oijennus, Lasse Oksanen, Seppo Repo, Juhani Tamminen, Jorma Vehmanen.

Trenér: Seppo Liitsola.

### Soupiska Polska
5.   Polsko

Brankáři: Andrzej Tkacz, Tadeusz Słowakiewicz.

Obránci: Jerzy Potz, Marian Feter, Andrzej Iskrzycki, Henryk Gruth, Adam Kopczyński, Marek Marcinczak, Andrzej Słowakiewicz.

Útočníci: Leszek Tokarz, Andrzej Rybski, Tadeusz Obłój, Karol Żurek, Jan Piecko, Andrzej Zabawa, Mieczysław Jaskierski, Walenty Ziętara, Stefan Chowaniec, Jan Szeja, Józef Batkiewicz.

Trenér: Anatolij Jegorov.

### Soupiska USA
6.   USA

Brankáři: Blaine Comstock, Jim Warden.

Obránci: Ron Wilson, John Taft, John Brownschidle, Peter Brown, Bob Lundeen, Jeff Rotsch.

Útočníci: Steve Sertich, Steve Jenson, Herb Boxer, Buzz Schneider, Tom Ross, Clark Hamilton, Richie Smith, Jim Warner, Mike Eruzione, Mike Polich, Steve Alley, John Cunniff.

Trenér: Bob Johnson.

### Rozhodčí
| - Åke Hanqvist - Raimo Sepponen - Thomas Brown - Wojciech Szczepek - Rudolf Baťa - Gordon Lee - Viktor Dombrovskij - Josef Kompalla |

## MS Skupina B
|    |            | NDR | GER | SUI  | YUG | ROM | JPN | ITA  | NED | V | R | P | Skóre | B  |
| 1. | NDR        | *** | 5:0 | 5:8  | 6:3 | 7:3 | 3:1 | 9:2  | 6:1 | 6 | 0 | 1 | 41:18 | 12 |
| 2. | SRN        | 0:5 | *** | 8:3  | 2:1 | 4:1 | 6:3 | 5:2  | 9:2 | 6 | 0 | 1 | 34:17 | 12 |
| 3. | Švýcarsko  | 8:5 | 3:8 | ***  | 0:5 | 4:3 | 2:3 | 10:6 | 4:3 | 4 | 0 | 3 | 31:33 | 8  |
| 4. | Jugoslávie | 3:6 | 1:2 | 5:0  | 4:4 | *** | 8:4 | 2:4  | 7:3 | 3 | 1 | 3 | 30:23 | 7  |
| 5. | Rumunsko   | 3:7 | 1:4 | 3:4  | 4:4 | *** | 2:2 | 7:4  | 6:1 | 2 | 2 | 3 | 26:26 | 6  |
| 6. | Japonsko   | 1:3 | 3:6 | 3:2  | 4:8 | 2:2 | *** | 7:1  | 1:1 | 2 | 2 | 3 | 21:23 | 6  |
| 7. | Itálie     | 2:9 | 2:5 | 6:10 | 4:2 | 4:7 | 1:7 | ***  | 3:0 | 2 | 0 | 5 | 22:40 | 4  |
| 8. | Nizozemsko | 1:6 | 2:9 | 3:4  | 3:7 | 1:6 | 1:1 | 0:3  | *** | 0 | 1 | 6 | 11:36 | 1  |

 SRN –  Nizozemsko 9:2 (3:1, 2:0, 4:1)
14. března 1975 – Sapporo

 Jugoslávie –  Švýcarsko 5:0 (0:0, 4:0, 1:0)
14. března 1975 – Sapporo

 NDR –  Rumunsko 7:3 (1:0, 2:3, 4:0)
14. března 1975 – Sapporo

 Japonsko –  Itálie 7:1 (1:0, 5:1, 1:0)
14. března 1975 – Sapporo

 Rumunsko –  Jugoslávie 4:4 (1:2, 3:2, 0:0)
15. března 1975 – Sapporo

 SRN –  Japonsko 6:3 (2:0, 1:2, 3:1)
15. března 1975 – Sapporo

 Itálie –  Nizozemsko 3:0 (0:0, 0:0, 3:0)
16. března 1975 – Sapporo

 NDR -  Švýcarsko 5:8 (2:2, 0:2, 3:4)
16. března 1975 – Sapporo

 Jugoslávie –  Itálie 2:4 (1:0, 0:2, 1:2)
17. března 1975 – Sapporo

 SRN –  NDR 0:5 (0:3, 0:1, 0:1)
17. března 1975 – Sapporo

 Rumunsko –  Nizozemsko 6:1 (2:0, 3:0, 1:1)
17. března 1975 – Sapporo

 Japonsko –  Švýcarsko 3:2 (0:0, 2:0, 1:2)
17. března 1975 – Sapporo

 SRN -  Jugoslávie 2:1 (1:0, 1:1, 0:0)
18. března 1975 – Sapporo

 Japonsko –  Rumunsko 2:2 (0:1, 2:1, 0:0)
18. března 1975 – Sapporo

 Nizozemsko –  Švýcarsko 3:4 (1:1, 0:1, 2:2)
19. března 1975 – Sapporo

 NDR –  Itálie 9:2 (1:1, 1:1, 7:0)
19. března 1975 – Sapporo

 Rumunsko –  Švýcarsko 3:4 (1:1, 1:2, 1:1)
20. března 1975 – Sapporo

 SRN –  Itálie 5:2 (2:0, 1:1, 2:1)
20. března 1975 – Sapporo

 Jugoslávie –  Nizozemsko 7:3 (5:0, 1:2, 1:1)
20. března 1975 – Sapporo

 NDR –  Japonsko 3:1 (1:0, 2:1, 0:0)
20. března 1975 – Sapporo

 Jugoslávie –  Japonsko 8:4 (3:0, 3:3, 2:1)
21. března 1975 – Sapporo

 SRN –  Rumunsko 4:1 (1:1, 2:0, 1:0)
21. března 1975 – Sapporo

 Švýcarsko –  Itálie 10:6 (2:3, 4:2, 4:1)
22. března 1975 – Sapporo

 NDR –  Nizozemsko 6:1 (1:0, 2:0, 3:1)
22. března 1975 – Sapporo

 Rumunsko –  Itálie 7:4 (2:1, 2:1, 3:2)
23. března 1975 – Sapporo

 Japonsko –  Nizozemsko 1:1 (0:0, 1:1, 0:0)
23. března 1975 – Sapporo

 SRN –  Švýcarsko 8:3 (2:0, 3:2, 3:1)
23. března 1975 – Sapporo

 NDR –  Jugoslávie 6:3 (5:0, 1:1, 0:2)
23. března 1975 – Sapporo

## MS Skupina C
|    |           | NOR  | BUL  | AUT  | HUN  | FRA  | DEN  | BEL  | V | R | P | Skóre | B  |
| 1. | Norsko    | ***  | 2:2  | 2:0  | 5:0  | 6:1  | 5:5  | 24:0 | 4 | 2 | 0 | 44:8  | 10 |
| 2. | Bulharsko | 2:2  | ***  | 4:1  | 4:6  | 7:3  | 3:2  | 20:3 | 4 | 1 | 1 | 40:17 | 9  |
| 3. | Rakousko  | 0:2  | 1:4  | ***  | 4:2  | 4:4  | 4:2  | 19:2 | 3 | 1 | 2 | 32:16 | 7  |
| 4. | Maďarsko  | 0:5  | 6:4  | 2:4  | ***  | 5:5  | 17:3 | 14:0 | 3 | 1 | 2 | 44:21 | 7  |
| 5. | Francie   | 1:6  | 3:7  | 4:4  | 5:5  | ***  | 4:0  | 15:0 | 2 | 2 | 2 | 32:22 | 6  |
| 6. | Dánsko    | 5:5  | 2:3  | 2:4  | 3:17 | 0:4  | ***  | 19:0 | 1 | 1 | 4 | 31:33 | 3  |
| 7. | Belgie    | 0:24 | 3:20 | 2:19 | 0:14 | 0:15 | 0:19 | ***  | 0 | 0 | 6 | 5:111 | 0  |

- Čína odřekla účast.

 Norsko –  Rakousko 2:0 (2:0, 0:0, 0:0)
1. března 1975 - Sofie

 Francie –  Dánsko 4:0 (0:0, 1:0, 3:0)
1. března 1975 - Sofie

 Maďarsko -  Belgie 14:0 (4:0, 5:0, 5:0)
1. března 1975 – Sofie

 Francie –  Belgie 15:0 (4:0, 6:0, 5:0)
2. března 1975 – Sofie

 Norsko –  Dánsko 5:5 (1:1, 2:1, 2:3)
2. března 1975 – Sofie

 Bulharsko –  Rakousko 4:1 (3:1, 1:0, 0:0)
2. března 1975 – Sofie

 Rakousko –  Francie 4:4 (0:1, 2:2, 2:1)
4. března 1975 – Sofie

 Norsko –  Maďarsko 5:0 (0:0, 3:0, 2:0)
4. března 1975 – Sofie

 Bulharsko –  Belgie 20:3 (9:0, 6:1, 5:2)
4. března 1975 – Sofie

 Norsko –  Belgie 24:0 (10:0, 8:0, 6:0)
5. března 1975 – Sofie

 Rakousko –  Dánsko 4:2 (1:0, 0:1, 3:1)
5. března 1975 – Sofie

 Bulharsko –  Maďarsko 4:6 (2:4, 0:0, 2:2)
5. března 1975 – Sofie

 Rakousko –  Maďarsko 4:2 (1:0, 1:1, 2:1)
7. března 1975 – Sofie

 Norsko –  Francie 6:1 (2:0, 1:0, 3:1)
7. března 1975 – Sofie

 Bulharsko –  Dánsko 3:2 (1:0, 1:2, 1:0)
7. března 1975 – Sofie

 Maďarsko –  Dánsko 17:3 (6:1, 8:1, 3:1)
8. března 1975 – Sofie

 Rakousko –  Belgie 19:2 (11:0, 4:2, 4:0)
8. března 1975 – Sofie

 Bulharsko –  Francie 7:3 (3:1, 0:2, 4:0)
8. března 1975 – Sofie

 Maďarsko –  Francie 5:5 (3:2, 1:2, 1:1)
10. března 1975 – Sofie

 Dánsko –  Belgie 19:0 (5:0, 5:0, 9:0)
10. března 1975 – Sofie

 Bulharsko –  Norsko 2:2 (0:0, 1:1, 1:1)
10. března 1975 – Sofie